# Turčenica
Turčenica es una localidad de Croacia en el ejido de la ciudad de Glina, condado de Sisak-Moslavina.

## Geografía
Se encuentra a una altitud de 138 m s. n. m. a 69,8 km de la capital nacional, Zagreb.

## Demografía
En el censo 2011, la localidad se encontraba deshabitada.
| Gráfica de población de Turčenica 1857-2011                         |
|                                                                     |
| Según los censos de población de la oficina estadística de Croacia. |